# Jean-Louis Trintignant
Pour les autres membres de la famille, voir Famille Trintignant.
Jean-Louis Trintignant est un acteur, réalisateur et pilote automobile français né le 11 décembre 1930 à Piolenc (Vaucluse) et mort le 17 juin 2022 à Collias (Gard).
Comédien depuis les années 1950, il est présent dans le cinéma d'auteur, collaborant avec de nombreux réalisateurs dont Costa-Gavras, Claude Lelouch, Éric Rohmer, Michael Haneke, Claude Chabrol, Bernardo Bertolucci, Dino Risi, Ettore Scola, François Truffaut, Bertrand Blier, Sergio Corbucci, Robert Hossein, Alain Robbe-Grillet, Enki Bilal, Jacques Audiard, Krzysztof Kieślowski ou René Clément.
Il reçoit un Ours d'argent du meilleur acteur au Festival de Berlin pour L'Homme qui ment en 1968 et un prix d'interprétation masculine au Festival de Cannes 1969 pour Z. Il reçoit en 2013 le César du meilleur acteur pour Amour.
Neveu des pilotes automobiles Louis et Maurice Trintignant, il est — avec la réalisatrice Nadine Trintignant qui est son épouse de 1960 à 1976 — le père de l'actrice Marie Trintignant et de l'assistant-réalisateur Vincent Trintignant.

## Biographie

### Famille et jeunesse

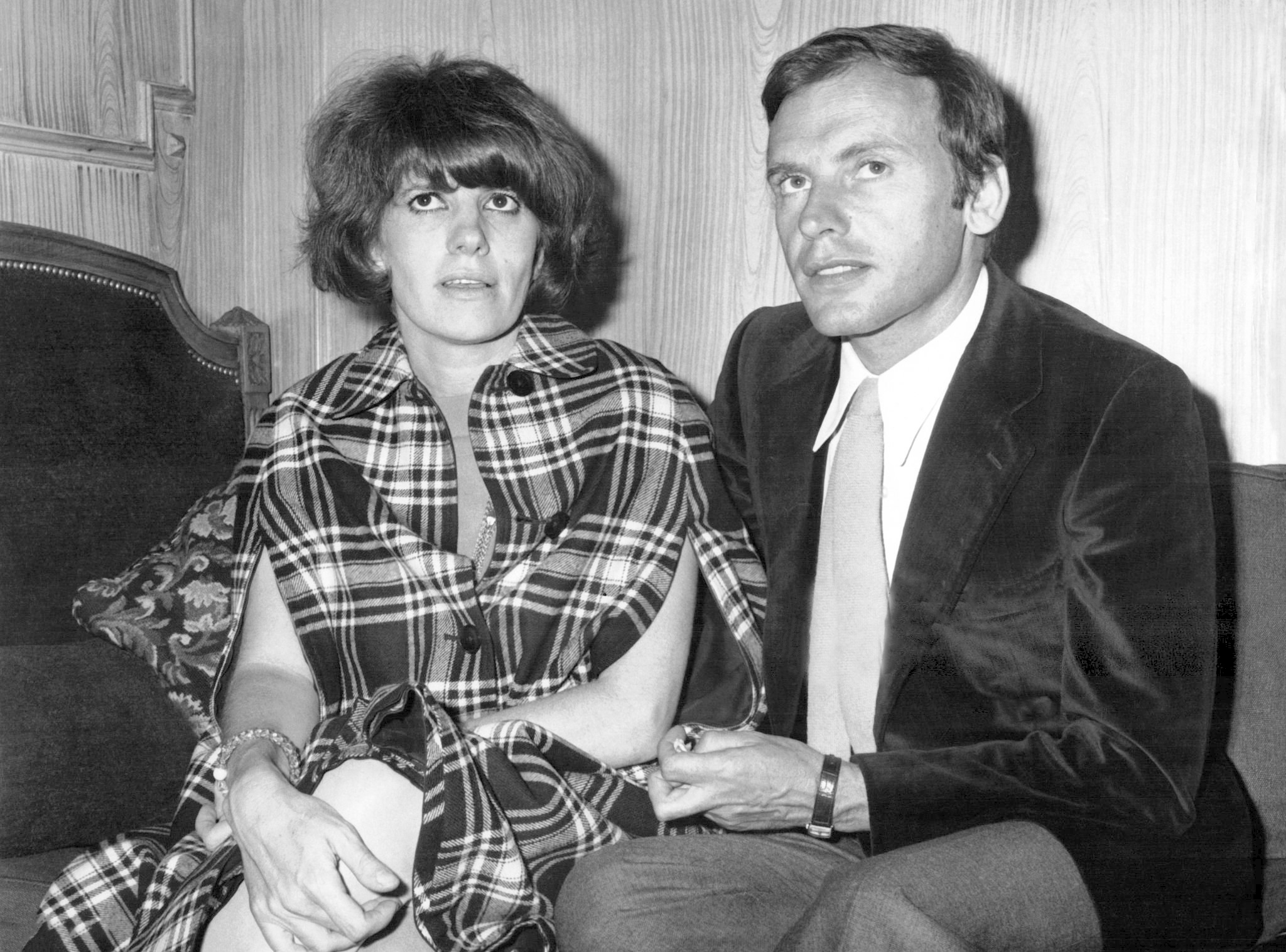
Avec son épouse Nadine Trintignant, en 1968.

Jean-Louis Trintignant naît le 11 décembre 1930 à Piolenc à 6 km au nord-ouest d'Orange. Il a un frère de quatre ans son aîné. Il est le fils de Raoul Trintignant, industriel, maire (SFIO) de Pont-Saint-Esprit (1944-1947) et conseiller général du Gard (pour le canton de Pont-Saint-Esprit de 1945 à 1949). Raoul Trintignant est l'un des responsables de la Résistance à Pont-Saint-Esprit avant de rejoindre un maquis de l'Ardèche. Il est arrêté par des légionnaires incorporés dans l'armée allemande en mai 1944 et emprisonné aux Baumettes jusqu'à la Libération. Claire Tourtin, sa mère, issue d'une riche famille de Bollène, est tondue après la guerre pour avoir eu une liaison avec un soldat allemand. Ces événements et leurs conséquences sur les relations entre son père et sa mère marquent durablement Jean-Louis Trintignant.
Trois de ses oncles se passionnent pour la course automobile. L'aîné Louis Trintignant (1903-1933) se tue lors des essais du prix de Picardie. Henri Trintignant participe au Grand Prix automobile de France 1936. Maurice Trintignant (1917-2005) a après la guerre une carrière exceptionnelle, courant notamment pour Maserati, Bugatti, Lotus et Ferrari. Jean-Louis hérite de leur passion et se lance dans la compétition bien des années plus tard.
En 1944, il se découvre une passion pour la poésie de Jacques Prévert qui ne le quitte plus de sa vie, ou encore pour Guillaume Apollinaire et Louis Aragon.
Il est élève au lycée Saint-Joseph d'Avignon. En 1949, alors qu'il est étudiant à la faculté de droit d'Aix-en-Provence, il assiste à une représentation de L'Avare, comédie de Molière mise en scène par Charles Dullin : cette pièce est pour lui une révélation. Il assiste peu après à une représentation de Jules César par Raymond Hermantier, qui lui fait découvrir et aimer Shakespeare. Il abandonne ses études, décide de suivre les cours de comédie de Charles Dullin — mort entretemps — et de Tania Balachova à Paris. Cela l'aide à vaincre sa profonde timidité. Son ambition est de devenir comédien au théâtre et metteur en scène au cinéma. C'est pourquoi, parallèlement aux cours d'art dramatique, il entre à l'IDHEC. Il décroche des figurations et de petits rôles, notamment au TNP.
Il vit alors chichement, à quatre dans une chambre d'hôtel de Saint-Germain-des-Prés, et effectue de petits boulots aux Halles pour financer sa formation. Les jours de disette, il se rend à l'appartement des parents de Claude Berri.

### Les débuts

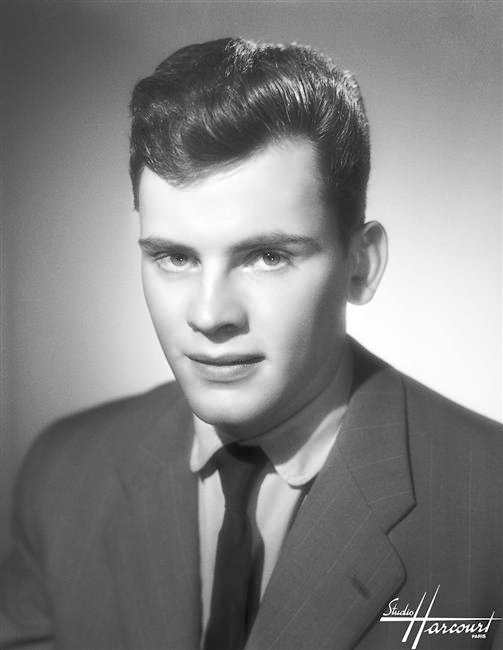
Jean-Louis Trintignant en 1951 (Studio Harcourt).

En 1951, Jean-Louis Trintignant débute au théâtre avec la pièce À chacun selon sa faim de Jean Mogin, mise en scène Raymond Hermantier. Il enchaîne avec la Comédie de Saint-Étienne où il joue Macbeth de William Shakespeare avec Jean Dasté. Puis il suit les cours de réalisateur de l'Institut des hautes études cinématographiques (IDHEC). Il réalise son premier film vingt-et-un ans plus tard avec Une journée bien remplie en 1973, et le second Le Maître-nageur en 1978 — ces deux films sont des échecs commerciaux.

### Reconnaissance internationale avecEt Dieu... créa la femme
En 1956 après quelques figurations, Jean-Louis Trintignant fait ses débuts comme acteur de cinéma avec le film Si tous les gars du monde de Christian-Jaque et connaît la célébrité internationale en même temps que Brigitte Bardot avec le film mythique à scandale Et Dieu… créa la femme de Roger Vadim, où il joue le jeune époux fou amoureux de Juliette, une jeune femme à la beauté diabolique qui ne pense qu'à s'amuser et à aimer les hommes dans une communauté du village de Saint-Tropez traditionnellement dure au labeur et attachée aux bonnes mœurs. Sa liaison avec Brigitte Bardot (mariée à Roger Vadim) fait alors couler beaucoup d'encre dans la presse people internationale et fait exploser le couple Vadim-Bardot.

### Service militaire et retour dans l'ombre

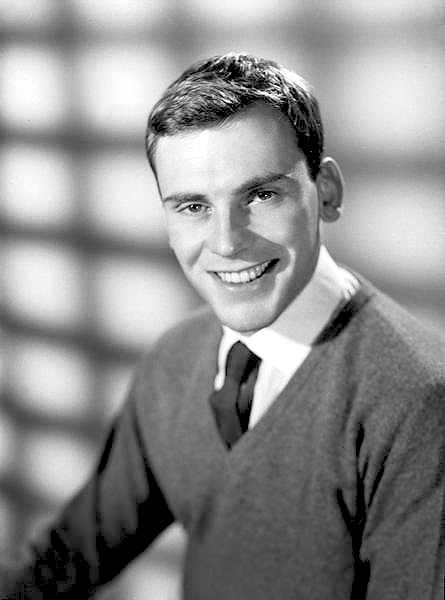
Jean-Louis Trintignant en 1956 (Studio Harcourt).

Jean-Louis Trintignant disparaît durant son service militaire. Il réussit, en se rendant malade avec un mélange de blancs d'œuf et de vin blanc, à éviter d'être envoyé dans les Aurès en Algérie,. Il est affecté à Trèves en Allemagne, puis à la caserne Dupleix à Paris. Ces années vont le marquer profondément et arrêter momentanément sa carrière de comédien.

### Retour à la lumière avecUn homme et une femme

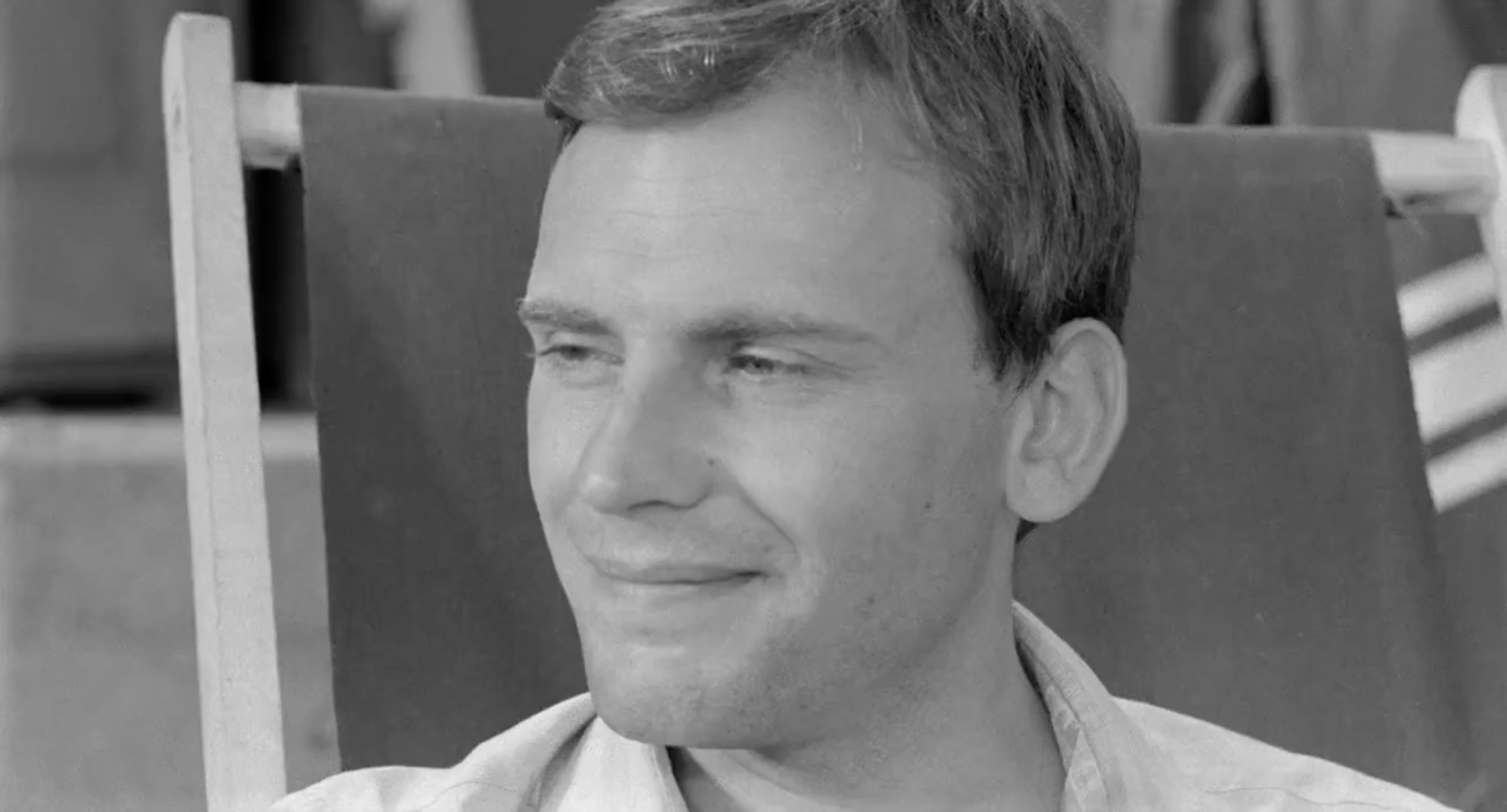
Trintignant dans Le Fanfaron (1962)

Revenu à la vie civile fin 1958, Jean-Louis Trintignant redevient populaire en jouant de façon magistrale Hamlet de William Shakespeare au théâtre et renoue avec le cinéma en 1959 grâce à Roger Vadim qui lui offre un rôle important dans son nouveau film sulfureux, Les Liaisons dangereuses 1960, avec Gérard Philipe, Jeanne Moreau, Annette Vadim et Boris Vian. Il connaît le succès en Italie avec Le Fanfaron de Dino Risi avec Vittorio Gassman, film emblématique de la comédie à l'italienne des années 1960.
Il connaît à nouveau la gloire internationale avec Un homme et une femme, de Claude Lelouch, récompensé en France par la Palme d'or au Festival de Cannes 1966 et aux États-Unis par les Oscars du meilleur film étranger et du meilleur scénario original en 1967.

### Films politiques, cinéma d'auteur et succès au théâtre
Jean-Louis Trintignant joue également dans des films politiquement engagés contre le fascisme et la dictature : Le Combat dans l'île d'Alain Cavalier en 1962 et Z de Costa-Gavras avec Yves Montand, rôle pour lequel il reçoit le prix d'interprétation masculine au Festival de Cannes 1969.
Il enchaîne une impressionnante carrière entre cinéma d'auteur, films grand public et théâtre où il prend souvent des rôles d'antihéros au charisme envoûtant et à la voix de velours tourmentée et sarcastique. Il s'impose parmi les plus grands comédiens de sa génération.
En 1968, il est récompensé par l'Ours d'argent du meilleur acteur au Festival du film de Berlin (Berlinale) pour L'Homme qui ment d'Alain Robbe-Grillet. Il est ensuite la vedette d'un western spaghetti de Sergio Corbucci : Le Grand silence, avec Klaus Kinski. Ce film devient au fil des années une référence du genre et est choisi en 2012 pour un hommage rendu au comédien à la Cinémathèque française. L'année suivante, il donne la réplique à Françoise Fabian dans un film qui devient rapidement un classique : Ma nuit chez Maud d'Éric Rohmer. En 1970, Trintignant interprète ce qu'il considère comme son plus beau rôle, celui de Marcello Clerici dans Le Conformiste, un film de Bernardo Bertolucci adaptant le roman éponyme d'Alberto Moravia et considéré aujourd'hui comme un des meilleurs films du cinéaste.
Pendant les années qui suivent, Jean-Louis Trintignant tourne beaucoup, en France (Le Voyou de Claude Lelouch, La Course du lièvre à travers les champs tourné au Québec par René Clément, Les Violons du bal, œuvre autobiographique de Michel Drach, Le Secret de Robert Enrico avec Philippe Noiret et Marlène Jobert, Flic Story de Jacques Deray où il partage l’affiche avec Alain Delon) mais aussi occasionnellement en Italie (La Femme du dimanche de Luigi Comencini, La Terrasse de Ettore Scola). Il se voit également offrir par Bertolucci le rôle principal du film Le Dernier Tango à Paris, qu'il refuse et qui est finalement attribué à Marlon Brando.
Jean-Louis Trintignant aborde aussi la mise-en-scène une première fois en 1973 avec la comédie d'humour noir Une journée bien remplie, mettant en vedette Jacques Dufilho, puis une seconde et dernière fois en 1979 avec Le Maître-nageur, une fable dont le ton sardonique se situe dans la même veine que celui d'Une Journée bien remplie.
Le film Ça n'arrive qu'aux autres, dans lequel Jean-Louis Trintignant devait jouer, auprès de Catherine Deneuve, son propre rôle est inspiré de sa vie avec Nadine Marquand et du deuil de leur fille Pauline.
Marie joue dans plusieurs films de sa mère aux côtés de son père et plusieurs pièces de théâtre avec son père. Elle devient la partenaire privilégiée de son père.
Entre 1976 et 1978, il choisit de se retirer momentanément du cinéma et ne tourne que deux films : Les Passagers de Serge Leroy et Repérages de Michel Soutter. Il refuse les rôles de Lacombe dans Rencontres du troisième type de Steven Spielberg et d'un journaliste dans Apocalypse Now de Francis Ford Coppola — les rôles sont respectivement repris par François Truffaut et Dennis Hopper.
Il s'intéresse à la compétition automobile et court un temps comme pilote automobile professionnel, engagé par British Leyland en formule de production. Il participe à plusieurs rallyes — notamment au rallye de Monte-Carlo à six reprises, terminant entre la 20e et la 65e place — et courses en circuits notamment pour l'équipe du Star Racing Team de Moustache, sur Simca 1000 Rallye. Il y rencontre Marianne Hoepfner, célèbre pilote de rallye, notamment celui du Rallye Dakar 1984. Elle devient son épouse en 2000, après son divorce d'avec Nadine Trintignant. Il participe aux 24 heures du Mans en 1980 (abandon) et finit deuxième aux 24 heures de Spa en 1982 avec ses coéquipiers Jean-Pierre Jarier et Thierry Tassin.
Il revient au cinéma en 1978 dans L'Argent des autres de Christian de Chalonge, qui obtient un grand succès critique et public.

### Années 1980: retrait progressif du cinéma
Le début des années 1980 est assez actif pour Jean-Louis Trintignant. En 1980, il fait son seul et unique doublage en devenant la voix française de Jack Nicholson dans le film Shining de Stanley Kubrick. L'acteur était à l'époque régulièrement doublé par le comédien Jean-Pierre Moulin, mais après avoir passé des essais, Kubrick choisira plutôt Trintignant. Puis il apparaît dans plusieurs films dont Eaux profondes, un drame psychologique inspiré du roman éponyme de Patricia Highsmith où il retrouve Michel Deville qui l'avait dirigé dans la version française de Shining, Malevil de Christian de Chalonge, un rare exemple de film d'anticipation tourné en France, ou encore dans Le Grand Pardon, un film de gangsters réalisé par Alexandre Arcady où il tient un rôle plus secondaire, et qui connaît un bon succès .
En 1983, aux côtés de Fanny Ardant, il tourne pour la première fois sous la direction de François Truffaut dans ce qui est le dernier film du célèbre réalisateur : Vivement dimanche !, une comédie policière dans laquelle Trintignant incarne un agent immobilier injustement soupçonné de meurtre. Il renoue ensuite avec Claude Lelouch grâce à Viva la vie.
En 1986, Claude Lelouch lui propose de reprendre son rôle de coureur automobile dans Un homme et une femme : Vingt ans déjà, dans lequel il retrouve Anouk Aimée. Le film est cependant loin de connaître le succès de son prédécesseur.
Après avoir vécu plusieurs années à Lambesc, il se retire en 1985 dans sa maison d'Uzès dans le Gard à 40 km à l'ouest d'Avignon, puis à Collias pour vivre en harmonie avec la nature. Il se dit lassé par le cinéma, refuse plusieurs projets et se fait plus rare même s'il revient de temps à autre, essentiellement dans des seconds rôles, comme dans La Femme de ma vie de Régis Wargnier. En 1987, il annonce lors de la Mostra de Venise qu'il abandonne le cinéma, faisant croire qu'il est gravement malade. Il revient au cinéma deux ans plus tard dans Bunker Palace Hôtel, le premier long métrage de Enki Bilal.
Dans les années 1990, il aborde des personnages misanthropes et cyniques, murés dans leur solitude.
En 1994, il tient un rôle remarqué dans Trois Couleurs : Rouge de Krzysztof Kieślowski et Regarde les hommes tomber, le premier film de Jacques Audiard. Il apparaît également dans Fiesta de Pierre Boutron, qui évoque l'endurcissement des jeunes combattants franquistes durant la guerre d'Espagne.
Il disparaît des écrans, privilégiant le théâtre et de nouvelles activités. En 1998, il fait une exception en acceptant de tourner avec Patrice Chéreau dans Ceux qui m'aiment prendront le train.

### Producteur de vin
En 1996, à l’image de son oncle Maurice Trintignant retiré de la course automobile dans son domaine viticole de Vergèze à 20 km au sud-ouest de Nîmes dans le Gard, Jean-Louis Trintignant se lance dans une nouvelle aventure en achetant le domaine viticole Rouge Garance (en hommage à Arletty) de cinq hectares dans les côtes du Rhône, associé avec son couple d'amis Claudie et Bertrand Cortellini à Saint-Hilaire-d'Ozilhan à 20 km de Nîmes et d'Avignon. Il produit 20 000 bouteilles de Côtes-du-rhône villages en Appellation d'origine contrôlée. Il fait dessiner la première étiquette de sa première cuvée 1997 par son ami le dessinateur de bande dessinée Enki Bilal qui le dirige d'ailleurs dans Bunker Palace Hôtel et Tykho Moon, ses deux premiers longs métrages comme réalisateur.
Dix ans après, son domaine Rouge Garance est l'un des domaines phares parmi les mieux notés de la vallée du Rhône grâce au talent des propriétaires. Il rachète et utilise les vieilles barriques du domaine bourguignon de la romanée-conti pour élever son vin. « Je passe mon temps dans les vignes, je veille aux assemblages. » À Uzès, l'acteur laisse la place à l'éleveur de vin et d'oliviers.

### Dernières apparitions au théâtre et au cinéma

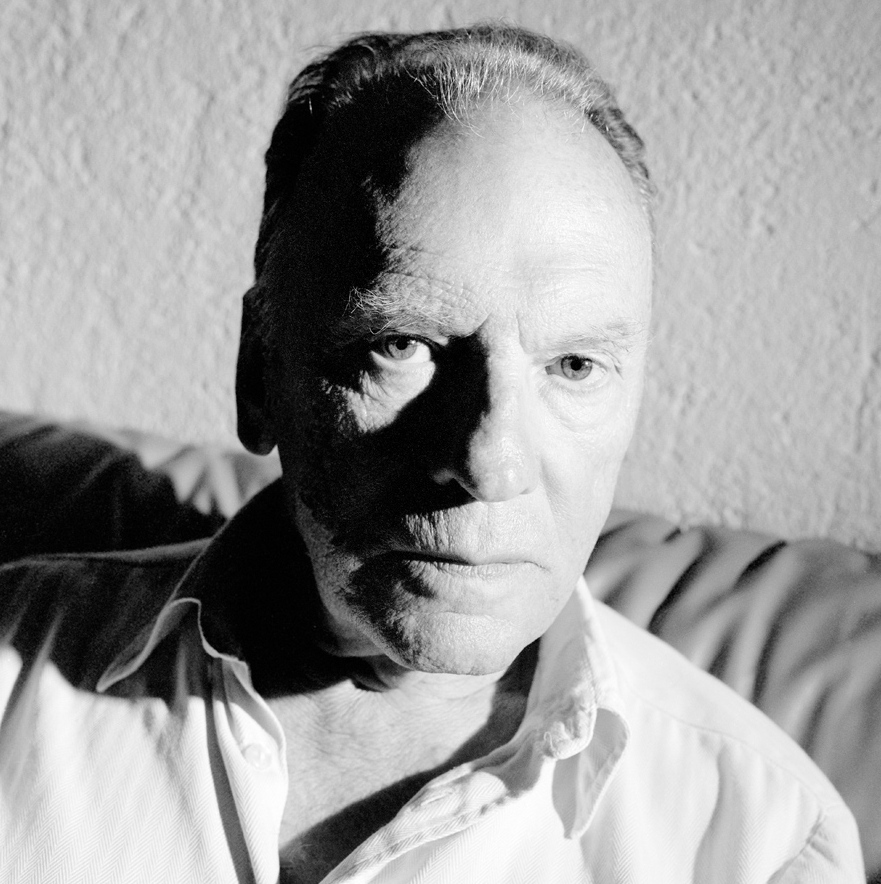
Jean-Louis Trintignant en 2007.

En 2003, il lit sur scène derrière son pupitre les Poèmes à Lou (lettre d'amour du poète Guillaume Apollinaire à sa bien-aimée Lou) avec sa fille Marie Trintignant.
En 2005, en hommage à cette dernière, tuée deux ans auparavant, il présente son spectacle Jean-Louis Trintignant lit Apollinaire, créé avec elle, au Festival d'Avignon. La même année, il forme un duo mémorable avec Roger Dumas dans la pièce Moins 2, écrite et mise en scène par Samuel Benchetrit au Théâtre Hébertot.
En 2011, accompagné de Daniel Mille à l'accordéon et de Grégoire Korniluk au violoncelle, il présente au théâtre de l'Odéon son spectacle « Trois poètes libertaires » : Boris Vian, Jacques Prévert et Robert Desnos qu'il a déjà rodé en province en 2010 et qu'il poursuit en tournée, principalement française, en 2012 et 2013.
Après dix ans d'absence au cinéma, depuis son apparition dans Janis et John de Samuel Benchetrit, il revient en 2012 sur le grand écran, au côté d'Emmanuelle Riva, dans Amour de Michael Haneke, drame intimiste et universel sur la maladie, la vieillesse et la mort récompensé par la Palme d'or au 65e Festival de Cannes, le César du meilleur film et l'Oscar du meilleur film étranger. Réticent à l'idée de jouer à nouveau au cinéma, il accepte le rôle sur l'insistance de la productrice Margaret Ménégoz et après avoir visionné le film Caché du même metteur en scène. Fasciné par le travail de Haneke, Trintignant le considère désormais comme le plus grand réalisateur du monde. Son interprétation dans Amour, comme celle de Riva, est largement saluée par la critique, le public et la profession. Lors de la sortie du film, il annonce qu'il s'agit de son ultime rôle pour le cinéma car il préfère se consacrer au théâtre. Après avoir obtenu l'European Award du meilleur interprète 2012, il reçoit, en 2013, le César du meilleur acteur pour cette œuvre dans laquelle il incarne un octogénaire contraint de s'occuper et d'assister, impuissant, à la lente agonie de son épouse, victime de deux accidents vasculaires cérébraux.
En 2017, il tourne à nouveau pour Haneke dans Happy End, aux côtés d'Isabelle Huppert et Mathieu Kassovitz.
En juillet 2018, alors que le cancer du comédien le décourage de poursuivre son métier d'interprète, il accepte de tourner dans les deux dernières productions de Claude Lelouch : Les Plus Belles Années d'une vie, sorti en 2019 ; il retrouve Anouk Aimée dans cette « suite » d'Un homme et une femme, dans lequel son personnage perd progressivement la mémoire. Puis, il est annoncé — mais n'apparaît pas — dans la suite de L'amour c'est mieux que la vie, dont la sortie est prévue fin 2022[réf. nécessaire].
Le 12 mars 2021, il est sur scène lors de la 46e cérémonie des César, présentée par Marina Foïs, pour annoncer les espoirs masculins et féminins à la jeune Fathia Youssouf pour son rôle dans Mignonnes et à Jean-Pascal Zadi pour la réalisation et sa prestation dans Tout simplement noir.

## Vie privée

### Famille
Le 18 novembre 1954 à Vincennes, Jean-Louis Trintignant épouse l'actrice Stéphane Audran, qu'il a connue au cours de Tania Balachova. Le couple divorce en 1956, après que l'acteur a engagé une liaison amoureuse avec Brigitte Bardot, sur le tournage du film Et Dieu... créa la femme. Il s'installe avec elle avenue Paul-Doumer. Cette liaison prend fin à l'automne 1957 lors du service militaire de l'acteur, quand il découvre que BB a une aventure avec Gilbert Bécaud.
Au cours de leur relation et durant son service militaire en Allemagne, Brigitte Bardot entre en contact avec Abel Thomas, directeur de cabinet du ministre de La Défense Maurice Bourgès-Maunoury afin d’éviter son envoi en Algérie,,.
En 1958, il rencontre Nadine Marquand, la sœur de Serge et Christian Marquand, qui sont de grands amis de Roger Vadim avec qui Trintignant s'est lié.
Elle est alors monteuse, et deviendra réalisatrice quelques années plus tard. Ils se marient en 1961. Il tourne cinq films avec elle. Ils ont trois enfants : Marie (1962-2003), Pauline (née en 1969 et morte à l'âge de dix mois pendant le tournage du Conformiste, à Rome, probablement par asphyxie liée à une régurgitation de lait) et Vincent (1973).
En 1973, pendant le tournage du film Le Train, Jean-Louis vit une histoire d'amour intense avec sa partenaire Romy Schneider. Elle prend fin trois mois plus tard, laissant l'actrice désespérée. Jean-Claude Brialy et Jacques Dutronc confirment l'importance de cette relation pour Romy Schneider, à qui Trintignant témoigne toujours son admiration et son affection. Il poursuit sa vie avec Nadine. Celle-ci le quitte à la fin des années 1970 pour vivre avec le réalisateur Alain Corneau. Le divorce avec Jean-Louis Trintignant a lieu au début des années 1980[Quand ?]. Entre-temps, le comédien rencontre Marianne Hoepfner, pilote de rallye, dont il partage la vie et qu'il épouse en 2000.
En 1998, Nadine Trintignant épouse Alain Corneau, qui adopte dans la foulée Marie et Vincent, avec le consentement de Jean-Louis.
De son propre aveu, Jean-Louis Trintignant ne s'est jamais remis du meurtre de sa fille Marie par Bertrand Cantat.

### Opinions politiques
Peu engagé en politique mais sympathisant de gauche, Jean-Louis Trintignant a été « sympathisant communiste » dans sa jeunesse, avant d'avoir eu « la preuve que l'homme n'était pas prêt pour ça ». Il se dit en 2012 « contre l'autorité, la politique », et « plutôt socialiste. Voire anarchiste. […] L'idée de l'anarchie me plaît beaucoup, même si je sais qu'on ne sauvera pas le monde avec elle »,.

### Problèmes de santé
En septembre 2017, Jean-Louis Trintignant déclare publiquement être atteint d'un cancer de la prostate, mais il refuse tous les traitements médicaux.
Dans le numéro de Paris Match du 10 novembre 2021, son ex-épouse Nadine Trintignant a annoncé que l'acteur perdait « peu à peu la vue ».

### Mort
Jean-Louis Trintignant meurt chez lui au matin du 17 juin 2022, à Collias dans le Gard, « entouré de ses proches » selon son épouse Marianne Hoepfner Trintignant, à l’âge de 91 ans. L’acteur est mort « paisiblement, de vieillesse », déclare-t-elle dans la dépêche transmise à l'AFP. Le journaliste Jean-Luc Douin évoque dans Le Monde une « timidité maladive que l'artiste réussit à domestiquer par le théâtre », tandis que François-Guillaume Lorrain parle d'un « rapport distant et ambigu » avec le cinéma français.
Conformément à ses dernières volontés, ses obsèques ont lieu dans l'intimité dans la matinée du 22 juin à Nîmes, en présence de quelques personnalités telles que Claude Lelouch, Charles Berling et Marc Lavoine. Il est ensuite inhumé dans le caveau familial au cimetière du Pont-de-Justice dans la même ville.

## Filmographie

### Cinéma

#### Longs métrages

##### Années 1950
- 1956 : Si tous les gars du monde de Christian-Jaque
- 1956 : La Loi des rues de Ralph Habib
- 1956 : Et Dieu… créa la femme de Roger Vadim
- 1956 : Club de femmes de Ralph Habib
- 1959 : Été violent (Estate violenta) de Valerio Zurlini
- 1959 : Les Liaisons dangereuses 1960 de Roger Vadim
- 1959 : Parfois le dimanche, court métrage d'Ado Kyrou et Raoul Sangla

##### Années 1960
- 1960 : Austerlitz d'Abel Gance
- 1960 : La Millième Fenêtre de Robert Ménégoz
- 1961 : Pleins Feux sur l'assassin de Georges Franju
- 1961 : Le Puits aux trois vérités de François Villiers (apparition)
- 1961 : Le Jeu de la vérité de Robert Hossein
- 1961 : L'Atlantide (Antinea, l'amante della citta sepolta) d'Edgar George Ulmer et Giuseppe Masini
- 1962 : Les Sept Péchés capitaux, sketch La luxure de Jacques Demy
- 1962 : Le Cœur battant de Jacques Doniol-Valcroze
- 1962 : Horace 62 d'André Versini
- 1962 : Le Fanfaron (Il sorpasso) de Dino Risi
- 1962 : Le Combat dans l'île d'Alain Cavalier
- 1963 : Le Succès (Il successo) de Mauro Morassi et Dino Risi
- 1963 : Château en Suède de Roger Vadim
- 1964 : Les Pas perdus de Jacques Robin
- 1964 : Les Siffleurs (Viheltäjât) d'Eino Ruutsalo
- 1964 : Mata Hari, agent H 21 de Jean-Louis Richard
- 1965 : La Bonne Occase de Michel Drach
- 1965 : Meurtre à l'italienne (Io uccido, tu uccidi) de Gianni Puccini
- 1965 : Merveilleuse Angélique de Bernard Borderie
- 1965 : Compartiment tueurs de Costa-Gavras
- 1966 : Le Dix-septième Ciel de Serge Korber
- 1966 : La Longue Marche d'Alexandre Astruc
- 1966 : Paris brûle-t-il ? de René Clément
- 1966 : Un homme et une femme de Claude Lelouch
- 1966 : Safari diamants de Michel Drach
- 1967 : Trans-Europ-Express d'Alain Robbe-Grillet
- 1967 : En cinquième vitesse (Col cuore in gola) de Tinto Brass
- 1967 : Un homme à abattre de Philippe Condroyer
- 1967 : Mon amour, mon amour de Nadine Trintignant
- 1968 : Les Biches de Claude Chabrol
- 1968 : L'Homme qui ment d'Alain Robbe-Grillet
- 1968 : La mort a pondu un œuf (La morte ha fatto l'uovo) de Giulio Questi
- 1968 : Le Grand Silence (Il grande silenzio) de Sergio Corbucci
- 1968 : L'Amour à cheval (La matriarca) de Pasquale Festa Campanile
- 1969 : Z de Costa-Gavras
- 1969 : Le Voleur de crimes de Nadine Trintignant
- 1969 : Disons, un soir à dîner (Metti, una sera a cena) de Giuseppe Patroni Griffi
- 1969 : Ma nuit chez Maud d'Éric Rohmer
- 1969 : L'Américain de Marcel Bozzuffi
- 1969 : Si douces, si perverses (Cosi dolce... Cosi perversa) d'Umberto Lenzi

##### Années 1970
- 1970 : Le Conformiste (Il conformista) de Bernardo Bertolucci
- 1970 : Le Voyou de Claude Lelouch
- 1970 : Las secretas intenciones d'Antonio Eceiza
- 1971 : L'Opium et le Bâton (الأفيون والعصا) d'Ahmed Rachedi
- 1971 : Sans mobile apparent de Philippe Labro
- 1972 : La Course du lièvre à travers les champs de René Clément
- 1972 : L'Attentat d'Yves Boisset
- 1972 : Un homme est mort de Jacques Deray
- 1973 : Une journée bien remplie de Jean-Louis Trintignant
- 1973 : Défense de savoir de Nadine Trintignant
- 1973 : Le Train de Pierre Granier-Deferre
- 1974 : Le Secret de Robert Enrico
- 1974 : Le Mouton enragé de Michel Deville
- 1974 : L'Escapade de Michel Soutter
- 1974 : Glissements progressifs du plaisir d'Alain Robbe-Grillet
- 1974 : Les Violons du bal de Michel Drach
- 1975 : Le Jeu avec le feu d'Alain Robbe-Grillet
- 1975 : L'Agression de Gérard Pirès
- 1975 : Flic Story de Jacques Deray
- 1975 : La Femme du dimanche (La donna della domenica) de Luigi Comencini
- 1975 : Il pleut sur Santiago de Helvio Soto
- 1976 : Le Voyage de noces de Nadine Trintignant
- 1976 : Le Désert des Tartares (Il deserto dei Tartari) de Valerio Zurlini
- 1976 : L'Ordinateur des pompes funèbres de Gérard Pirès
- 1977 : Repérages de Michel Soutter
- 1977 : Les Passagers de Serge Leroy
- 1978 : L'Argent des autres de Christian de Chalonge
- 1979 : Le Maître-nageur de Jean-Louis Trintignant
- 1979 : Melancoly Baby de Clarisse Gabus

##### Années 1980
- 1980 : La Banquière de Francis Girod
- 1980 : Je vous aime de Claude Berri
- 1980 : La Terrasse (La terrazza) d'Ettore Scola
- 1981 : Un assassin qui passe de Michel Vianey
- 1981 : Une affaire d'hommes de Nicolas Ribowski
- 1981 : Malevil de Christian de Chalonge
- 1981 : Eaux profondes de Michel Deville
- 1981 : Passion d'amour (Passione d'amore) d'Ettore Scola
- 1982 : La Nuit de Varennes (Il mondo nuovo) d'Ettore Scola
- 1982 : Boulevard des assassins de Boramy Tioulong
- 1982 : Le Grand Pardon d'Alexandre Arcady
- 1983 : Colpire al cuore de Gianni Amelio
- 1983 : Vivement dimanche ! de François Truffaut
- 1983 : Under Fire de Roger Spottiswoode
- 1983 : La Crime de Philippe Labro
- 1984 : Femmes de personne de Christopher Frank
- 1984 : Viva la vie de Claude Lelouch
- 1984 : Le Bon Plaisir de Francis Girod
- 1985 : L'Homme aux yeux d'argent de Pierre Granier-Deferre
- 1985 : Partir, revenir de Claude Lelouch
- 1985 : Rendez-vous d'André Téchiné
- 1985 : L'Été prochain de Nadine Trintignant
- 1985 : David, Thomas et les autres (Sortüz egy fekete bivalyért) de László Szabó
- 1986 : Un homme et une femme : Vingt ans déjà de Claude Lelouch
- 1986 : La Femme de ma vie de Régis Wargnier
- 1987 : Le Moustachu de Dominique Chaussois
- 1987 : La Vallée fantôme d'Alain Tanner
- 1989 : Bunker Palace Hôtel d'Enki Bilal

##### Années 1990
- 1991 : Merci la vie de Bertrand Blier
- 1993 : L'Instinct de l'ange de Richard Dembo
- 1993 : L'Œil écarlate de Dominique Roulet
- 1994 : Trois Couleurs : Rouge de Krzysztof Kieślowski
- 1994 : Regarde les hommes tomber de Jacques Audiard
- 1995 : Fiesta de Pierre Boutron avec Grégoire Colin, Alain Doutey
- 1995 : La Cité des enfants perdus de Jean-Pierre Jeunet et Marc Caro (voix uniquement)
- 1996 : C'est jamais loin d'Alain Centonze
- 1996 : Un héros très discret de Jacques Audiard
- 1996 : Tykho Moon d'Enki Bilal
- 1998 : Ceux qui m'aiment prendront le train de Patrice Chéreau

##### Années 2000-2020
- 2002 : Janis et John de Samuel Benchetrit
- 2004 : Immortel, ad vitam d'Enki Bilal
- 2012 : Amour de Michael Haneke
- 2013 : Michael Haneke : Profession réalisateur (Michael Haneke – Porträt eines Film-Handwerkers) d'Yves Montmayeur (film documentaire)
- 2017 : Happy End de Michael Haneke[29]
- 2019 : Les Plus Belles Années d'une vie de Claude Lelouch
- 2022 : Tourner pour vivre de Claude Lelouch (film documentaire)
- 2024 : La Plus Précieuse des marchandises de Michel Hazanavicius (Narrateur)

#### Courts-métrages
- 1955 : Pechiney de Marcel Ichac
- 1961 : Parfois le dimanche d'Ado Kyrou et Raoul Sangla
- 1964 : Un jour à Paris de Serge Korber
- 1965 : Fragilité, ton homme est femme de Nadine Trintignant
- 1986 : 15 août de Nicole Garcia
- 2004 : Épreuves d'artistes court-métrage documentaire de Gilles Jacob avec Gérard Depardieu, Michel Serrault

### Télévision
- 1955 : L'assassin a pris le métro de François Chatel
- 1964 : Avatar de Lazare Iglésis
- 1965 : Le train bleu s'arrête 13 fois de Michel Drach, épisode : Lyon, marché en main
- 1983 : Credo de Jacques Deray
- 1990 : Pour un oui ou pour un non de Jacques Doillon et Nathalie Sarraute avec André Dussolier.
- 1990 : Julie de Carneilhan de Christopher Frank
- 1992 : La Controverse de Valladolid de Jean-Daniel Verhaeghe
- 1993 : L'Interdiction de Jean-Daniel Verhaeghe
- 1996 : L'Insoumise de Nadine Trintignant
- 2012 : Jean-Louis Trintignant, pourquoi que je vis de Serge Korber, documentaire

### Narrateur
- 1962 : narrateur pour Parisienne... Parisiennes de Féri Farzaneh
- 1963 : narrateur pour Le Chemin de la mauvaise route de Jean Herman
- 1966 : narrateur sur le disque Le Livre de la jungle
- 1972 : narrateur sur le disque Le Petit Prince
- 1992 : narrateur pour Le Grand Pardon 2 d'Alexandre Arcady
- 1994 : narrateur (de la VF) pour Ernesto Che Guevara : le Journal de Bolivie de Richard Dindo (documentaire)
- 1994 : récitant d'un texte de Paul Éluard dans Rêveuse Jeunesse de Nadine Trintignant (TV)
- 2006 : récitant pour Galilée ou l'Amour de Dieu de Jean-Daniel Verhaeghe (TV)
- 2009 : le récitant dans Le Ruban blanc de Michael Haneke (dans la VF)
- ???? : narrateur de La Flûte enchantée
- 2024 : narrateur dans La Plus Précieuse des marchandises de Michel Hazanavicius

### Réalisateur
- 1973 : Une journée bien remplie avec Jacques Dufilho, Luce Marquand, Franco Pesce (en)
- 1978 : Le Maître-nageur avec Jean-Claude Brialy, Guy Marchand, Stefania Sandrelli

### Doublage
- 1980 : Shining de Stanley Kubrick : Jack Torrance (Jack Nicholson)
- 2004 : Immortel, ad vitam d'Enki Bilal : Jack Turner (version française ; non crédité)

## Distinctions

### Récompenses
- Berlinale 1968 : Ours d'argent du meilleur acteur pour L'Homme qui ment
- Festival de Cannes 1969 : prix d'interprétation masculine pour Z
- Festival de Cannes 2012 : Palme d'or pour Amour :
  - Normalement, la Palme revient toujours uniquement au réalisateur mais outre la mise en scène, Jean-Louis Trintignant a été considéré par le Jury comme l'un des principaux artisans de cette victoire au même titre que sa partenaire dans le film : Emmanuelle Riva[30].
- Prix du cinéma européen 2012 : Meilleur acteur européen pour Amour
- Lumières 2013 : Meilleur acteur pour Amour
- Étoiles d'or du cinéma français 2013 : Meilleur acteur pour Amour
- César 2013 : Meilleur acteur pour Amour

### Nominations
- César 1987 : César du meilleur acteur dans un second rôle pour La Femme de ma vie
- César 1995 : César du meilleur acteur pour Trois couleurs : Rouge
- César 1996 : César du meilleur acteur pour Fiesta
- César 1999 : César du meilleur acteur dans un second rôle pour Ceux qui m'aiment prendront le train

## Discographie
- 1972 : narrateur (l'aviateur) pour un enregistrement vinyl du Petit Prince d'Antoine de Saint-Exupéry, Philips
- 1998 : lecture pour Pantin Pantine d'Allain Leprest et Romain Didier, Le Chant du Monde
- 2009 : l'une des voix du disque "Hervé Guibert, l'écrivain-photographe", par Vincent Josse, éditions Naïve
- 2018 : récitant du spectacle poétique et musical Trintignant/Mille/Piazzolla, enregistré avec Daniel Mille, sorti au label Sony Music Masterworks

## Théâtre, poésie
- 1950 : À chacun selon sa faim de Jean Mogin, mise en scène Raymond Hermantier, théâtre du Vieux-Colombier
- 1951 : Marie Stuart de Friedrich Schiller, mise en scène Raymond Hermantier, théâtre de l'Humour
- 1952 : Macbeth de William Shakespeare, mise en scène Jean Dasté, Comédie de Saint-Etienne
- 1954 : Responsabilité limitée de Robert Hossein, mise en scène Jean-Pierre Grenier, théâtre Fontaine
- 1954 : Le Héros et le Soldat de George Bernard Shaw, mise en scène René Dupuy, théâtre Gramont
- 1955 : Andréa ou la Fiancée du matin de Hugo Claus, mise en scène Sacha Pitoëff, théâtre de l'Œuvre
- 1955 : Jacques ou la Soumission d'Eugène Ionesco, mise en scène Robert Postec, théâtre de la Huchette
- 1955 : La Tragédie des Albigeois de Maurice Clavel et Jacques Panijel, mise en scène Raymond Hermantier, Festival de Nîmes
- 1956 : L'Ombre de Julien Green, mise en scène Jean Meyer, théâtre Antoine
- 1959 : La Cathédrale de René Aubert[31], mise en scène Pierre Valde, théâtre Hébertot
- 1959 : Le Prince de Papier de Jean Davray, mise en scène Jacques Charon, théâtre des Mathurins
- 1960 : Hamlet de William Shakespeare, mise en scène Philippe Dauchez, Maurice Jacquemont, théâtre des Champs-Élysées
- 1961 : La Ménagerie de verre de Tennessee Williams, mise en scène Antoine Bourseiller, théâtre des Célestins
- 1962 : La guerre de Troie n'aura pas lieu de Jean Giraudoux, mise en scène Jean Vilar, Festival d'Avignon
- 1964 : Bonheur, impair et passe de Françoise Sagan, mise en scène Claude Régy, Françoise Sagan, théâtre Édouard-VII
- 1971 : Hamlet de William Shakespeare, mise en scène Maurice Jacquemont, théâtre de la Musique
- 1985 : Deux sur la balançoire de William Gibson, mise en scène Bernard Murat, théâtre de la Madeleine
- 1988 : Deux sur la balançoire de William Gibson, mise en scène Bernard Murat, théâtre des Célestins
- 1989 : La Chasse au cafard de Janusz Glowacki, mise en scène Andréas Voutsinás, théâtre des Célestins
- 1991 : Love Letters d'Albert Ramsdell Gurney, mise en scène Lars Schmidt , avec Anouk Aimée dans le rôle féminin.
- 1992 : Potestad d'Eduardo Pavlovsky, mise en scène Claude Santelli, Lecture Festival d'Avignon
- 1993 : Hommage à Jean Tortel, mise en scène Jean Velter, Lecture Festival d'Avignon
- 1993 : Love Letters d'Albert Ramsdell Gurney, mise en scène Lars Schmidt, théâtre des Célestins
- 1994 : Pour Roland Dubillard, mise en scène Pierre Dumayet, Lecture Festival d'Avignon
- 1995 : Poésie de Maurice Roche, Lecture de France Culture, Festival d'Avignon
- 1996 : William Shakespeare, mise en scène Claude Santelli, Lecture Festival d'Avignon
- 1996 : « Art » de Yasmina Reza avec Pierre Vaneck et Pierre Arditi, théâtre des Célestins
- 1998 : « Art » de Yasmina Reza avec Pierre Vaneck et Jean Rochefort, théâtre Hébertot
- 1999 : Poèmes à Lou de Guillaume Apollinaire, mise en scène Samuel Benchetrit, avec Marie Trintignant, théâtre de l'Atelier
- 2000 : La Valse des adieux de Louis Aragon, mise en scène Antoine Bourseiller, théâtre des Célestins
- 2002 : Comédie sur un quai de gare de Samuel Benchetrit, avec Marie Trintignant, théâtre Hébertot
- 2003 : Poèmes à Lou de Guillaume Apollinaire, théâtre des Amandiers
- 2005 : Moins deux de Samuel Benchetrit, mise en scène de l'auteur, théâtre Hébertot
- 2005 : Le Journal de Jules Renard de Jules Renard, théâtre Hébertot
- 2006 : Art, vérité et politique/Monologue de Harold Pinter, Festival NAVA Limoux
- 2007 : Moins deux de Samuel Benchetrit, mise en scène de l'auteur, La Filature, théâtre National de Nice, tournée
- 2008 : Le Journal de Jules Renard de Jules Renard et Jean-Michel Ribes, théâtre du Rond-Point
- 2010 : Jean-Louis Trintignant seul en scène, théâtre des Amandiers
- 2010 : Jean-Louis Trintignant lit Jacques Prévert, Boris Vian et Robert Desnos, de Jacques Prévert, Boris Vian et Robert Desnos, en tournée
- 2011 : Trois poètes libertaires / Prévert, Vian, Desnos, de Jacques Prévert, Boris Vian et Robert Desnos, Odéon-Théâtre de l'Europe
- 2017 : Trintignant/Mille/Piazzolla, spectacle poétique et musical, lecture de Prévert, Desnos et Vian, musique d'Astor Piazzolla, direction musicale Daniel Mille, Salle Pleyel
- 2018 : Trintignant/Mille/Piazzolla, spectacle poétique et musical, lecture de Prévert, Desnos et Vian, musique d'Astor Piazzolla, direction musicale Daniel Mille, tournée

### Récompenses et nominations
- 2006 : nomination pour le Molière du comédien pour Moins 2

## Course automobile
Jean-Louis Trintignant a été membre du Star Racing Team (ou « Simca Racing Team »), qui comptait parmi ses membres Moustache, Claude Brasseur, Eddie Vartan, Guy Marchand, ou encore sporadiquement Johnny Hallyday, tous courant sur Simca 1000 Rallye.
Il participa aux 24 Heures du Mans en 1980 sur Porsche 935 K3. Alors qu'il était sixième au classement dans son groupe un pneu arrière de sa voiture éclata dans la ligne droite des Hunaudières. Il échappa miraculeusement à la mort après avoir percuté à plusieurs reprises les rails de sécurité.
Pour un bilan plus complet des participations en courses de rallyes, voir à Marianne Hoepfner.

### Palmarès automobile
- 1976 : Participation au Tour de France automobile (sur Opel Kadett GT/E)[33]
- 1977 : 8e du Championnat de France des voitures de Production[34] (Pau 6e[35], Montlhéry 9e[36], Lédenon 9e[37], Folembray 9e[38], Dijon 2 10e, Nogaro 12e, Albi 1 13e et Albi 2 14e - 14 épreuves au programme), sur Triumph Dolomite Sprint 2L. de Leyland France
- 1978 : Participation sporadique au championnat de France des voitures de Production, sur Ford Escort RS 2000[39]
- 1980 : 25e du Championnat de France de rallycross, sur Alpine A310 1800 Politecnic (apparitions à Condat-le-Lardin, Beaujolais, et Solgne-Juville où il se classe 5e de la Super-finale en remportant la classe 2 en GT -des voitures >1.6L.-[40])
- 1980 : Participation aux 24 Heures du Mans (abandon, avec Xavier Lapeyre et Anny-Charlotte Verney)
- 1980 : Participation aux rallyes des Garrigues, des Cévennes, et à la ronde de la Durance sur Renault 5 Alpine[41]
- 1981 : 46e au rallye Monte-Carlo
- 1981 : 7e aux 24 heures de Spa-Francorchamps[42]
- 1982 : 51e au rallye Monte-Carlo
- 1982 : 2e aux 24 heures de Spa-Francorchamps[43]
- 1984 : 47e au rallye Monte-Carlo

## Publications
- Une journée bien remplie : un film, collection Filmothèque, Seghers, 1973
- Un homme à sa fenêtre, propos recueillis par Michel Boujut, J.-C. Simoën éditeur, 1977
- La Passion tranquille, entretiens avec André Asséo, 2002
- Du côté d'Uzès, entretiens avec André Asséo, Le Cherche midi, 2012  (ISBN 978-2749125237)
- Dialogue entre amis, Serge Korber et Jean-Yves Katelan, coll. Art et Spectacles, La Martinière, 2020  (ISBN 2-7324-5875-9)